# ひまわり交通 (広島県)
ひまわり交通株式会社（ひまわりこうつう）は、広島県呉市下蒲刈町に本社を置くタクシー事業者である。また呉市のコミュニティバス「呉市生活バス」の受託運行 も行っている。
2023年8月時点で、会社の公式ウェブサイトは開設されていない。

## 呉市生活バス

### 呉市下蒲刈地区生活バス
呉市ではコミュニティバスを「生活バス」と呼称し、合併した旧市町村営バスも引き継いで「呉市生活バス」として、地区ごとに19路線（2023年7月現在）を運行している。
ひまわり交通はそのうち、旧下蒲刈町が運行していた下蒲刈町営バスを引き継いだ「呉市下蒲刈地区生活バス」を受託運行している。
- 見戸代桟橋 - 支所前 - 大地蔵西
  - 12月28日 - 1月3日は運休。

### 呉市蒲刈地区生活バス（廃止）
過去には、旧蒲刈町が運行していた蒲刈町営バスを引き継ぎ、旧町域内を運行する「呉市蒲刈地区生活バス」も受託していた。
その後、2008年の豊島大橋開通時の島内交通再編により、さんようバス・瀬戸内産交が共同運行する大崎下島 - 広駅方面の直通バスへ統合される形で廃止された。